# Шошанай
Шошанай (каз. Шошанай) — село в Уйгурском районе Алматинской области Казахстана. Входит в состав Сумбинского сельского округа. Находится примерно в 28 км к юго-юго-западу (SSW) от села Чунджа, административного центра района, на высоте 1232 метров над уровнем моря. Код КАТО — 196655200.

## Население
В 1999 году население села составляло 735 человек (365 мужчин и 370 женщин). По данным переписи 2009 года, в селе проживали 732 человека (381 мужчина и 351 женщина).

## Известные уроженцы, жители
Бекжан Асаубаевич Турыс  — актёр казахского кино, театра и дубляжа. Заслуженный деятель Казахстана (2009). Лауреат Государственной молодежной премии «Дарын» (2004).